# Jean Goldschmit
Pour les articles homonymes, voir Goldschmit.
Jean Goldschmit est un coureur cycliste professionnel luxembourgeois, né le 24 février 1924 à Weimerskirch et décédé le 14 février 1994 à Luxembourg. Professionnel de 1946 à 1953, il a été deux fois champion du Luxembourg sur route et de cyclo-cross, et deux fois vainqueur du Tour de Luxembourg. Il a participé à six Tours de France. Il y a remporté deux étapes, en 1949 et 1950. Lors de cette édition, il a également porté le maillot jaune pendant 3 jours.

## Palmarès
- 1945
  - Tour de Luxembourg
    - 1re étape
    - Classement général
- 1946
  - Champion du Luxembourg de cyclo-cross
  - 3e étape du Tour de Luxembourg
  - 2e du Trofeo Mallorca
- 1947
  - Champion du Luxembourg sur route
  - Champion du Luxembourg de cyclo-cross
  - 1re étape du Tour de Luxembourg
- 1948
  - 3e étape secteur a du Tour de Suisse
  - Tour de Luxembourg
    - Classement général
    - 3e étape

  - 1re étape secteur B du Tour de Romandie
  - 2e du Tour de Romandie
  - 2e du Tour des Pays-Bas
- 1949
  - 14e étape du Tour de France
  - 8e du Tour de France
- 1950
  - 1re étape du Tour de France
  - Champion du Luxembourg sur route
  - Paris-Metz
  - 1re et 2e étapes du Tour de Suisse
  - 2e du Tour de Suisse
  - 10e du Tour de France
- 1951
  - 3e et 8e étape du Tour de Suisse
  - 6e étape du Tour de l'Est
- 1952
  - 4e étape du Tour de Suisse
  - 2e et 4e étape secteur b du Tour de Luxembourg
  - 8e étape du Tour du Maroc
  - 2e du Tour de Luxembourg

## Résultats sur les grands tours

### Tour de France
Ses classements dans les 6 participations du Tour de France : 
- 1947 : 20e
- 1949 : 8e, vainqueur de la 14e étape (Nîmes-Marseille)
- 1950 : 10e, vainqueur de la 1re étape (Paris-Metz),  maillot jaune pendant 3 étapes.
- 1951 : abandon
- 1952 : 16e
- 1953 : abandon

### Tour d'Italie
- 1949 : 16e
- 1950 : 40e